# Березит
Берези́т (рос. березит, англ. beresite, нім. Beresit) — метасоматична гірська порода, що складається з кварцу (25-50 %), альбіту (5-25 %), серициту (10-15 %), карбонату (до 10 %) і збагачена піритом. Березит — пошукова ознака на золоторудні родовища. Різновид тешеніту.

## Інтернет-ресурси
- Беризит (порода) (Beresite) [Архівовано 30 грудня 2013 у Wayback Machine.]

| Кристал | Це незавершена стаття про мінерал. Ви можете допомогти проєкту, виправивши або дописавши її. |